# Kościół św. Pawła w Ostromecku
Kościół św. Pawła w Ostromecku – kościół ewangelicki, który znajdował się w Ostromecku. Rozebrany po II wojnie światowej, a na jego miejscu wzniesiono szkołę tzw. tysiąclatkę.

## Historia
Od 1855 roku w Ostromecku przebywał kaznodzieja ewangelicki Schwarzkopf, który założył miejscową parafię ewangelicko-unijną. W latach 1858–1861 zbudowano neogotycki kościół ewangelicki pod wezwaniem św. Pawła (niem. Sankt-Paulus Evangelische Pfarrkirche zu Ostrometzko). Koszt świątyni wynosił 40 tys. talarów, a budowę wsparło finansowo państwo pruskie oraz właściciel majątku ostromeckiego Gottlieb Schönborn. Przy świątyni wzniesiono szkołę ewangelicką oraz pastorówkę. Dzięki donacji kolejnego właściciela majoratu ostromeckiego Albrechta von Alvenslebena w latach 1873–1892 w przypałacowym parku zbudowano kaplicę ewangelicką dla członków rodu Schönborn-Alvensleben. Przy kaplicy powstał w 1887 roku otoczony murem cmentarz rodowy. W środku cmentarza znajdowała się zadaszona krypta podziemna oraz murowane podwyższenie, na którym umieszczano tablice nagrobne. 
W okresie II Rzeczypospolitej parafia, do której należała świątynia, wchodziła w skład superintendentury (diecezji) Toruń Ewangelickiego Kościoła Unijnego. Według danych z 1937 liczba wiernych w parafii ewangelickiej w Ostromecku wynosiła 714 osób.
W 1945 roku po wejściu do miejscowości oddziałów Armii Czerwonej, jej żołnierze wtargnęli do kościoła i zniszczyli znajdujące się tam organy. Po wysiedleniu Niemców w 1945 roku kościół ewangelicki nie był już użytkowany. Tymczasowo Armia Radziecka urządziła w nim obóz dla jeńców niemieckich, a mauzoleum grobowe w parku pałacowym zostało splądrowane przez żołnierzy radzieckich i okoliczną ludność. W 1957 roku władze administracyjne gromady Ostromecko zdecydowały o rozbiórce kościoła. Ocalał tylko dom pastora. Z pozyskanego materiału wzniesiono w 1968 roku na jego miejscu tzw. szkołę tysiąclecia.
W latach 1940–1989 w budynku dawnej szkoły ewangelickiej mieściło się przedszkole. Później budynek zburzono. W parku zachowały się pozostałości mauzoleum rodu Schönborn-Alvensleben, a na wschód od dawnego kościoła zachował się w stanie częściowej dewastacji należący do dawnej parafii cmentarz ewangelicki.

## Architektura
Obiekt został zbudowany w stylu neogotyckim z cegły. Był budowlą jednonawową, pokrytą dachem dwuspadowym. W części frontowej posiadał smukłą wieżę, zwieńczoną iglicą. U podstawy wieży znajdowała się arkadowa kruchta. Do prezbiterium przylegała absyda.